# Bob Burman
Robert R. Burman (ur. 23 kwietnia 1884 roku w Imlay City, zm. 8 kwietnia 1916 roku w Corona) – amerykański kierowca wyścigowy.

## Kariera
W swojej karierze Burman startował głównie w Stanach Zjednoczonych w mistrzostwach AAA Championship Car oraz towarzyszącym mistrzostwom słynnym wyścigu Indianapolis 500. W pierwszym sezonie startów, w 1909 roku odniósł dwa zwycięstwa i trzykrotnie stawał na podium. Z dorobkiem 1100 punktów został sklasyfikowany na czwartym miejscu w końcowej klasyfikacji kierowców. Rok później na podium stawał dwukrotnie, w tym raz na jego najwyższym stopniu. Uzbierał łącznie 410 punktów i uplasował się na dziesiątym miejscu w klasyfikacji generalnej. W 1913 roku Amerykanin dojechał do mety Indy 500 jako jedenasty. Dorobek 210 punktów pozwolił mu zakończyć sezon na szesnastej pozycji. Do czołówki Burman powrócił w sezonie, kiedy to sześciokrotnie stawał na podium i dwukrotnie odnosił zwycięstwa. Na torze Indianapolis Motor Speedway był szósty. Zakończył sezon na ósmej pozycji.

## Śmierć
Burman zginął w wyniku ran odniesionych w wypadku podczas wyścigu w Corona. Amerykanin został wyrzucony z bolidu, a samochód wpadł w kibiców. Trzech widzów zmarło, a pięciu było rannych.